# Kimbe
Kimbe es la capital de la provincia de Nueva Bretaña Occidental en Papúa Nueva Guinea y el asentamiento más grande de la isla. La ciudad de Kimbe es el tercer puerto más grande de Papua Nueva Guinea y la ciudad de más rápido crecimiento en el Pacífico Sur. La ciudad de Kimbe cuenta con el aeropuerto de Hoskins. Kimbe tenía una población de 22 923 habitantes en el censo de 2011.
La ciudad es administrada por Kimbe Urban LLG en la provincia de Nueva Bretaña Occidental.